# Phyllopertha horticola
Il maggiolino degli orti (Phyllopertha horticola) (Linnaeus, 1758) è un coleottero appartenente alla famiglia degli Scarabeidi (sottofamiglia Rutelinae).

## Descrizione

### Adulto
P. horticola è un insetto di piccole dimensioni. Può misurare, infatti dai 9 agli 11 mm. Presentano il pronoto scuro, tra il verde e il nero, mentre le elitre sono marroncino chiaro, anche se in alcuni esemplari possono apparire nere.

### Larva
Le larve hanno l'aspetto di vermi bianchi dalla forma a "C". Presentano la testa e le zampe sclerificate.

## Biologia

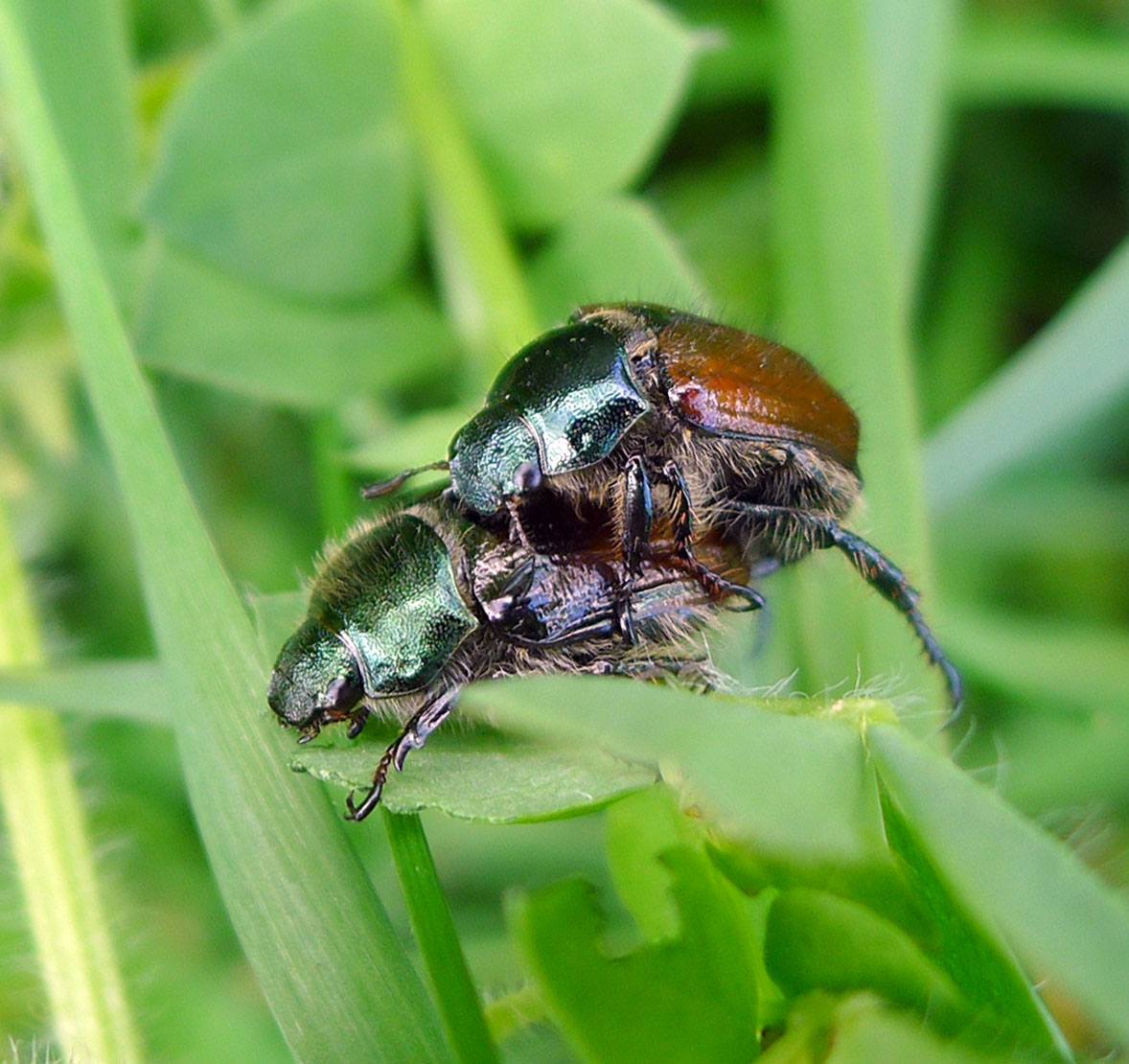
Accoppiamento.

Gli adulti di P. horticola sfarfallano tra fine primavera e inizio estate. Sono di abitudini diurne e si possono osservare sui fiori per un periodo di 2-3 settimane. Solitamente emergono, in gran numero a metà mattina. Le larve si muovono nel terreno umido e permeabile e possono arrecare gravi danni alle colture orticole. Esse vi rimangono per 2-3 anni prima di trasformarsi in pupe.

## Distribuzione e habitat
Questo insetto ha una vasta distribuzione che va dall'Europa, al Caucaso, alla Cina fino al Tibet. In Italia è comune sull'arco alpino.
Si rinviene nel piano montano.